# Tackle

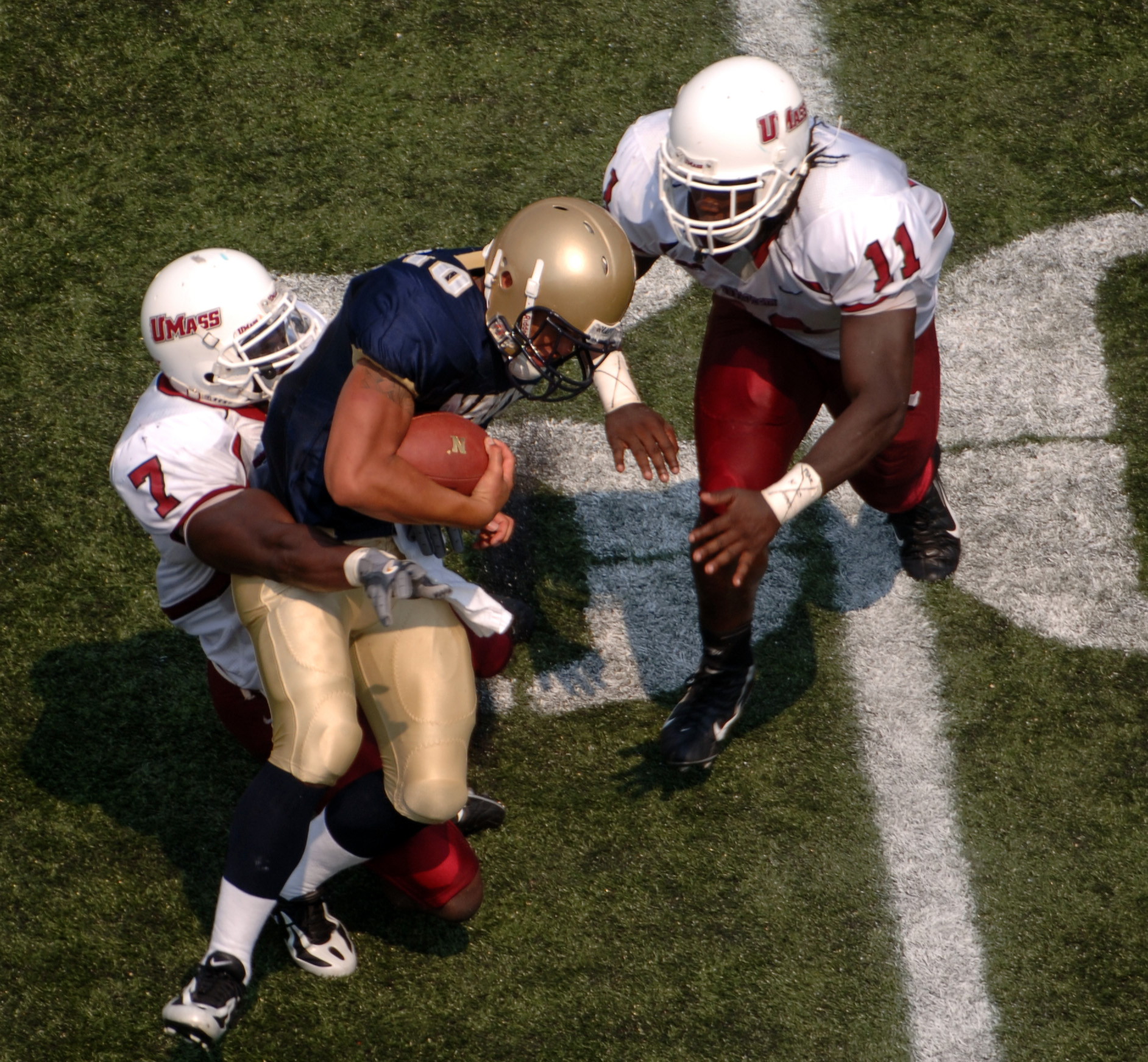
Un doppio tackle (assist) eseguito dai giocatori in maglia bianca durante una gara di football.

Il tackle («contrasto» in inglese) è un'azione tipica degli sport di squadra in cui è previsto il contatto fisico.

## Football americano & Rugby
Nel football americano e nel rugby, consiste in un placcaggio che un giocatore effettua sull'avversario in possesso di palla. Se eseguito da un singolo atleta è chiamato «solo», mentre viene definito «assist» un placcaggio collettivo.

## Calcio
Nel calcio viene così chiamato l'intervento, in scivolata, con cui il calciatore tenta di sottrarre il pallone all'avversario che ne è in possesso. L'invenzione dei tackle è attribuita all’italo-uruguaiano Schiaffino.
Si tratta di un intervento particolarmente rischioso poiché se il giocatore, nell'eseguire la scivolata, colpisce un avversario anziché il pallone commette un fallo che può essere da ammonizione. Il tackle da dietro può venire sanzionato anche con il cartellino rosso.